# Хакімов Аріф
Аріф Хакімов (4 січня 1912, селище Янгікурган, тепер Наманганської області, Узбекистан — 29 квітня 1982, тепер Узбекистан) — радянський узбецький діяч, голова Верховної ради Узбецької РСР, 1-й секретар Сурхандар'їнського обласного комітету КП Узбекистану. Депутат Верховної ради Узбецької РСР. Депутат Верховної Ради СРСР 5-го скликання. Кандидат сільськогосподарських наук (1967).

## Життєпис
У 1928 році закінчив школу. З 1928 по 1930 рік навчався в Ферганському педагогічному технікумі. 
З 1930 по 1936 рік працював літературним співробітником, відповідальним секретарем, завідувачем відділу редакцій районних газет Узбецької РСР.
У 1940 році закінчив Ферганський державний педагогічний інститут.
Член ВКП(б) з 1940 року.
З 1940 по 1942 рік — викладач Ферганського державного педагогічного інституту.
У 1942 році — секретар Ферганського обласного комітету КП(б) Узбекистану з кадрів.
У 1942—1944 роках — слухач Вищої партійної школи при ЦК ВКП(б).
У 1944—1950 роках — 1-й секретар Баликчинського, Сталінського (Шахріханського), Ворошиловського (Кургантепинського) районних комітетів КП(б)Узбекистану; завідувач відділу, секретар Андижанського обласного комітету КП(б)Узбекистану.
У 1950—1952 роках — секретар Каракалпацького обласного комітету КП(б) Узбекистану.
У 1952 — липні 1961 року — 1-й секретар Сурхандар'їнського обласного комітету КП Узбекистану.
Одночано, з 1956 по 1959 рік — голова Верховної ради Узбецької РСР.
У 1961—1970 роках — заступник міністра сільського господарства Узбецької РСР.
У 1967 році захистив дисертацію з економіки тонковолокнистої бавовни. Сорт тонковолокнистої бавовни «Сурхан» почав поширюватися повсюдно. З цього ґатунку стали отримувати по 40 центнерів урожаю з кожного гектара.
28 липня 1970 — 1975 року — голова Державного комітету лісового господарства Ради міністрів Узбецької РСР.
Потім — на пенсії. Помер 29 квітня 1982 року.

## Нагороди
- орден Леніна
- чотири ордени Трудового Червоного Прапора
- орден «Знак Пошани»
- медалі